# Kentropyx lagartija
Kentropyx lagartija là một loài thằn lằn trong họ Teiidae. Loài này được Gallardo mô tả khoa học đầu tiên năm 1962.